# آرثر مكرتشيان
آرثر مكرتشيان (بالأرمنية: Արթուր Ազատի Մկրտչյան)‏ هو لاعب كرة قدم أرميني في مركز الدفاع، ولد في 9 أغسطس 1973 في يريفان في أرمينيا. شارك مع منتخب أرمينيا لكرة القدم. أما مع النوادي، فقد لعب مع بيونيك يريفان وتوربيدو موسكو وكريليا سوفيتوف سامارا ونادي سبارتاك يريفان ونادي ميكا.

## وصلات خارجية
- آرثر مكرتشيان على موقع قاعدة بيانات كرة القدم.إي يو (الإنجليزية)
- آرثر مكرتشيان على موقع ناشيونال فوتبول تيمز (الإنجليزية)
- آرثر مكرتشيان على موقع Soccerway.com (الإنجليزية)
- آرثر مكرتشيان على موقع عالم كرة القدم.نت (الإنجليزية)